# Shihezi
Shihezi är en stad på subprefekturnivå i Xinjiang i nordvästra Kina och är den andra största staden i Xinjiang efter Ürümqi.
Shihezi anlades 1950 av general Wang Zhen från Folkets befrielsearmé och lyder under Produktions- och konstruktionskåren i Xinjiang. Staden ligger på Tian Shans norra sluttning och är nästan helt omgiven av den autonoma prefekturen Changji.
Staden främsta näringar är textil- och livsmedelsindustrin och ett stort antal jordbruk omger staden.